# Дівчинка на кулі
«Дівчинка на кулі» — картина іспанського і французького художника Пабло Пікассо, написана в 1905 році. Визначний твір «рожевого» періоду у творчості художника.
У 1913 році її придбав в Парижі І. А. Морозов. Картину націоналізували після жовтневої революції, і вона потрапила до Державного музею нового західного живопису, звідки після його розформування в 1948 році була перенесена до зібрання Державного музею образотворчих мистецтв імені О. С. Пушкіна.

## Сюжет
На картині зображена бродяча група акробатів. Майже все полотно займають двоє: тендітна гімнастка репетирує цирковий номер, балансуючи на кулі, потужний атлет сидить поруч, відпочиваючи. Картина наповнена внутрішнім драматизмом, який покладений в основу композиції картини, і побудована на зіставленні контрастів. Пейзаж, зображений на картині, являє собою сумну, випалену сонцем горбисту рівнину, по ній простяглася доріжка, де і зупинилася кибитка бродячого цирку. На задньому плані картини зображена випадкова перехожа з дитиною, собака і пасеться білий кінь. Сумовитий фон контрастує з веселим ремеслом артистів, що працюють серед галасливої веселої юрби глядачів.
Куля і куб, що стоять на землі — цирковий реквізит — також представляють собою протилежності. Обігрується контраст руху і нерухомості. Дівчинка граціозно погойдується, утримуючи рівновагу, атлет сидить застиглий, немов моноліт. Він практично злився в одне ціле зі своїм постаментом, уособлюючи нерухомість і сталість.